# Quadrângulo de Mare Acidalium

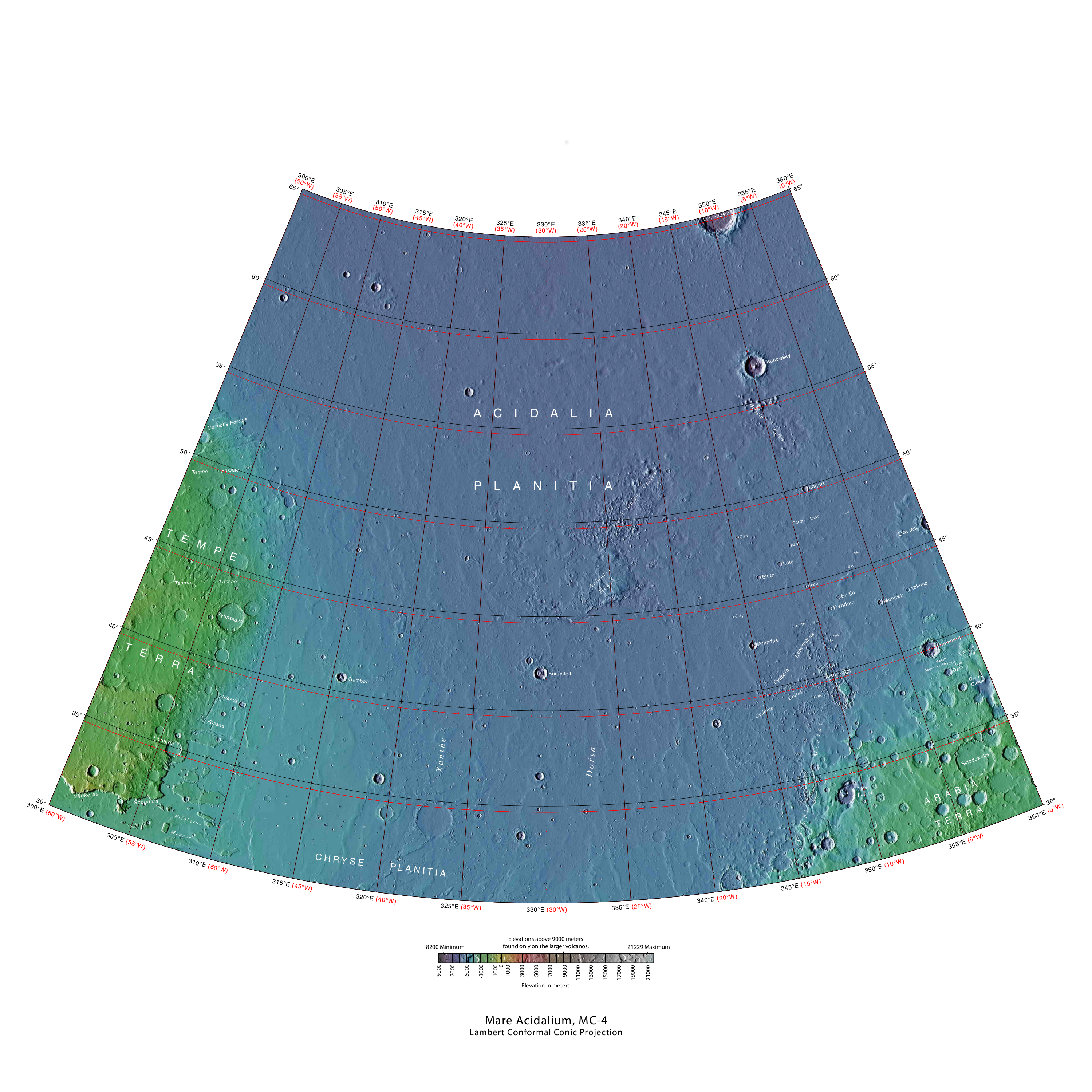
Quadrângulo de Mare Acidalium

O quadrângulo de Mare Acidalium é um de uma série de 30 quadrângulos em Marte estabelecidos pelo Programa de Pesquisa de Astrogeologia do Serviço Geológico dos Estados Unidos (USGS em inglês). O quadrângulo se localiza na porção noroeste do hemisfério ocidental de Marte e cobre uma área que vai de 300º a 360º longitude leste (0º a 60º longitude oeste) e de 30º a 65º latitude norte. O quadrângulo utiliza uma Projeção conforme de Lambert a uma escala nominal de 1:5,000,000 (1:5M). Também se pode referir ao quadrângulo de Mare Acidalium como MC-4 (Mars Chart-4).
As delimitações sul e norte do quadrângulo de Mare Acidalium medem aproximadamente 3,065 km e 1,500 km de largura, respectivamente. A distância norte-sul é de aproximadamente 2,050 km (pouco menos que a distância da Groenlândia). O quadrângulo cobre uma área aproximada de 4,9 milhões de km², ou pouco mais de 3% da área superficial de Marte.

## Origem do nome
Mare Acidalium (Mar de Acidalium) é o nome de uma formação de albedo telescópica localizada a 45° N e 330° E em Marte. A formação recebeu o nome de um poço ou fonte na Beócia, Grécia. De acordo com a tradição clássica, esse é o local em que Vênus e as Graças se banharam. O nome foi aprovado pela União Astronômica Internacional (UAI) em 1958.

## Fisiografia e geologia
O quadrângulo contém várias formações interessantes, incluindo voçorocas e possíveis margens de um antigo oceano setentrional. Algumas áreas apresentam múltiplas camadas. A delimitação entre as terras altas do sul e as planícies do norte passa por Mare Acidalium.  O "Rosto em Marte" de grande interesse para o público geral, se localiza a 40.8º norte e 9.6º oeste, em uma área chamada Cydonia.  Quando a Mars Global Surveyor o examinou com maior resolução, constatou-se que o rosto não passa de uma mesa erodida.  Mare Acidalium é onde se localiza o sistema de cânions Kasei Valles.  Esse vasto sistema pode atingir uma largura de até 482,80 km em alguns locais—o Grand Canyon na Terra possui uma largura de apenas 29 km.

## Voçorocas

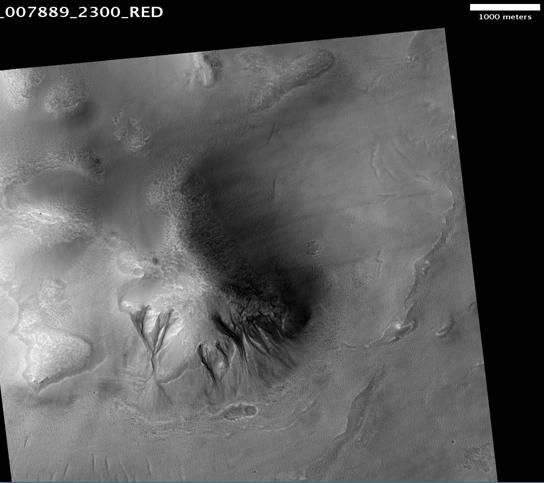
Voçorocas de Acidalia Colles e outras formações, vistas pela HiRISE. A extensão da barra de escala é de 1,000 metros.

A imagem da HiRISE ao lado de Acidalia Colles mostra voçorocas no hemisfério norte. Voçorocas ocorrem em inclinações íngremes, especialmente crateras. Acredita-se que as voçorocas sejam relativamente jovens por possuírem poucas ou nenhuma cratera, e elas se situm no topo de dunas de areia que são em si jovens.  Geralmente, cada voçoroca possui uma alcova, um canal e uma placa.  Apesar de muitas ideias terem sido propostas para explicá-las, as mais populares envolvem água líquida originária de um aquífero ou impressões de antigas geleiras.
Há evidências para ambas as teorias. A maioria das alcovas das voçorocas ocorrem no mesmo nível, tal como se esperaria de um aquífero. Várias medições e cálculos demonstram que água líquida poderia existir em um aquífero nas profundidades em que as voçorocas geralmente se iniciam. Uma variação desse modelo é a tese de que o magma montante poderia ter derretido o gelo fazendo com que a água fluísse em aquíferos. Aquíferos são camadas que permitem que a água flua. Eles podem consistir em arenito poroso. Essa camada poderia ser estar situada acima de outra camada que evitaria que a água fluísse mais abaixo (em termos geológicos dir-se-ia impermeável). A única direção em que a água aprisionada poderia fluir seria horizontalmente.  A água poderia então fluir para a superfície em um ponto em que o aquífero encontra um limite, como a parede de uma cratera.  Aquíferos são muito comuns na Terra. Um bom exemplo é a "Weeping Rock" no Parque Nacional de Zion em Utah, Estados Unidos.
Por outro lado há evidências para a teoria alternativa, pois grande parte da superfície de Marte é coberta por um manto fofo espesso, o qual se acredita ser uma mistura de gelo e poeira. O manto rico em gelo, com espessura de poucos metros, faz com que a superfície fique mais fofa, mas há locais em que esta apresenta uma superfície desnivelada, lembrando a superfície de uma bola de basquete.  Sob certas condições o gelo poderia derreter e fluir encosta abaixo criando voçorocas.  Por haver poucas crateras nesse manto, conclui-se que o manto é relativamente jovem. Uma excelente vista deste manto é a imagem da borda da cratera Ptolemaeus, vista pela HiRISE.
Mudanças na órbita e inclinação de Marte provocam mudanças significativas na distribuição de gelo de água desde regiões polares até as latitudes equivalentes às do Texas.  Durante certos períodos climáticos o vapor d’água escapa da capa polar e vai para a atmosfera. A água retorna ao solo em latitudes mais baixas na forma de depósitos ou gelo misturado generosamente com a poeira. A atmosfera de Marte contém uma grande quantidade de finas partículas de poeira.  O vapor d’água se condensa sobre as partículas, então as partículas maiores carregadas de água caem e se amontoam no solo.  Quando o gelo no topo da camada superficial volta para a atmosfera ele deixa poeira para trás, isolando o gelo restante.

## Crateras
Crateras de impacto geralmente possuem uma borda com ejecta ao seu redor; em contraste as crateras vulcânicas não possuem borda ou depósitos de ejecta.  Às vezes as crateras exibirão camadas. A colisão que produz uma cratera é semelhante a uma poderosa explosão, na qual as rochas das camadas subterrâneas são trazidas para a superfície. As crateras têm o potencial de expor o que se oculta por baixo do solo.

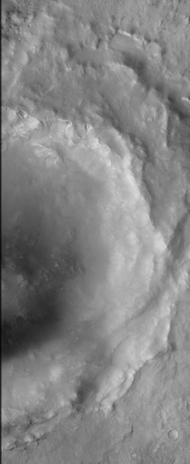
Cratera Davies, vista pelo instrumento CTX da MRO.
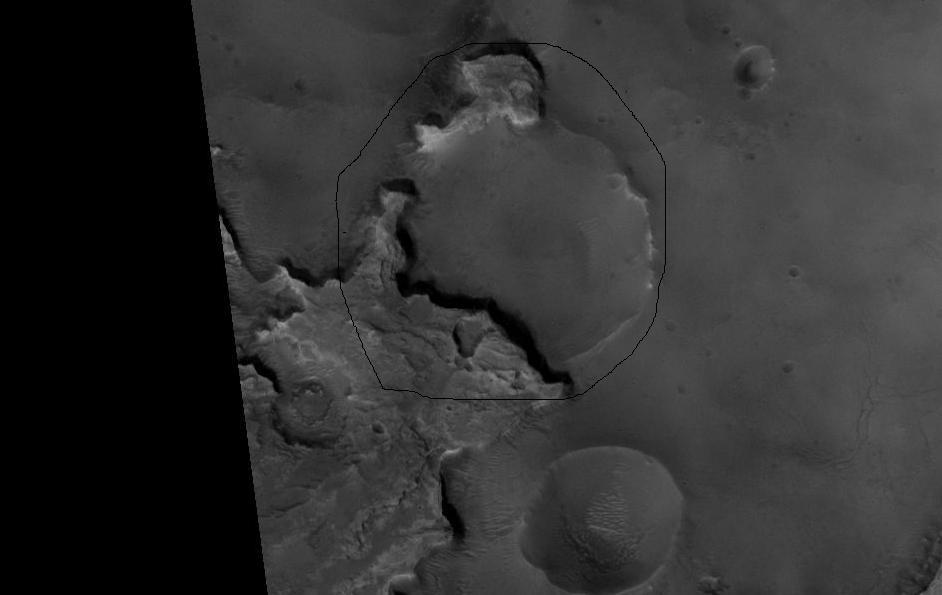
Cratera exumada em Mare Acidalium, vista pela Mars Global Surveyor.

## Galeria

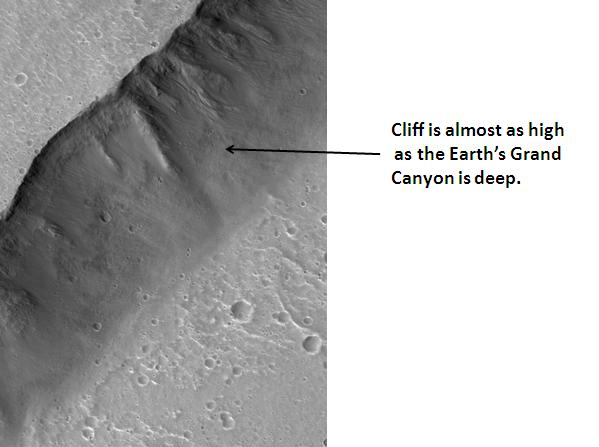
Falésia em Kasei Valles, vista pela HiRISE.
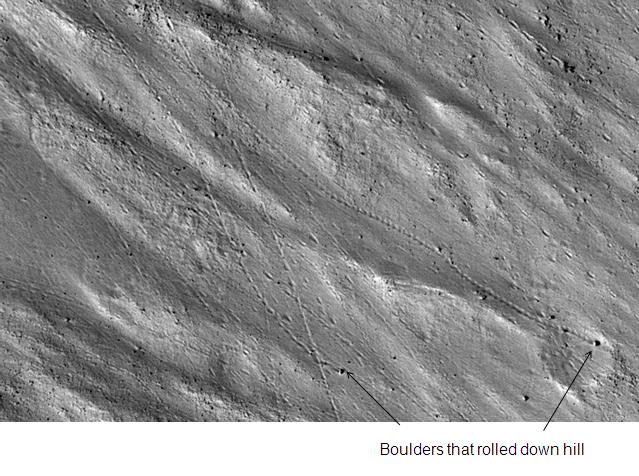
Aproximação da falésia de Kasei Valles da imagem anterior mostrando os penedos e seus rastros, visto pela HiRISE.  Clique na imagem para visualizar um penedo medindo apenas dois metros (menor que uma cama).
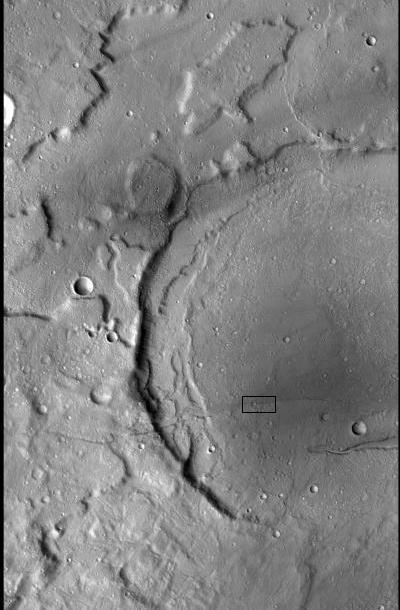
Imagem do CTX imostrando o contexto da próxima imagem de uma falha.
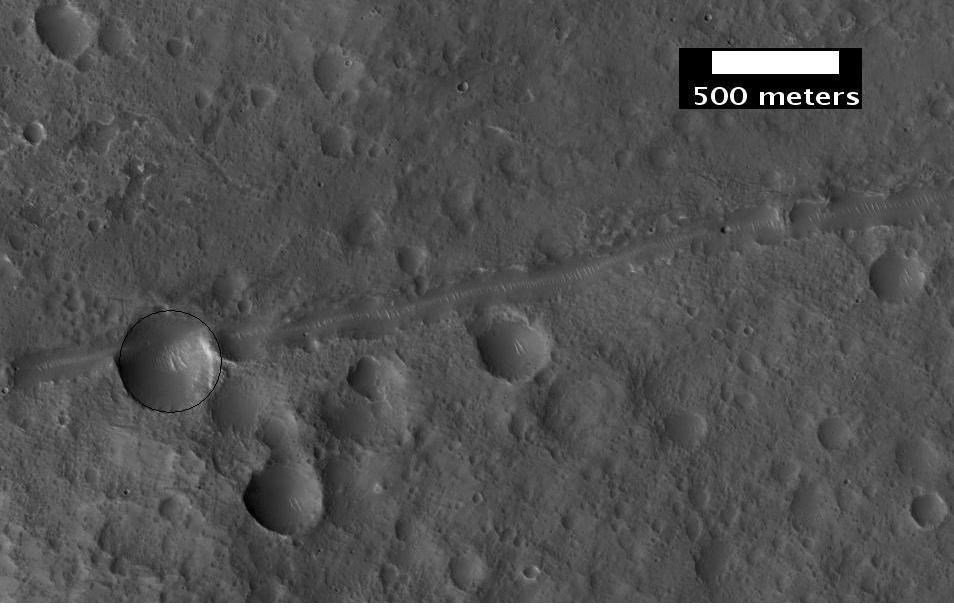
Aproximação de uma falha em Mare Acidalium, visto pela HiRISE sob o programa HiWish.  Um círculo ao redor da cratera destaca que esta pode ter tido sua forma alterada devido ao movimento da falha. Muitas outras falhas estão presentes na região.